# Сольберг, Магнар
Магнар Сольберг (норв. Magnar Solberg; род. 4 февраля 1937, Сокнедаль, Сёр-Трёнделаг) — норвежский биатлонист, двукратный олимпийский чемпион, многократный призёр чемпионатов мира.

## Биография
Магнар Сольберг родился 4 февраля 1937 года в деревне Сокнедаль, в провинции Сёр-Трёнделаг Норвегии. В 1968 году выиграл первую золотую медаль в биатлоне в истории Норвегии на зимних Олимпийских играх в дисциплине индивидуальной гонки. Он является единственным спортсменом, кому удавалось победить дважды в индивидуальной гонке — на Олимпиадах 1968 и 1972 годов, причём по итогам Игр-1968 в Гренобле он включен (третьим по счёту) в символический элитный клуб «Зеро», куда входят биатлонисты, выигравшие олимпийское золото в личных гонках с нулевым (без единого промаха) результатом в стрельбе. На ОИ-1972 года Сольберг был знаменосцем норвежской команды.
Кроме того, Сольберг завоевал пять медалей чемпионата мира по биатлону — три серебряных и две бронзовых. Выступал на чемпионатах Северной Европы по биатлону. В 1982 году стал чемпионом Норвегии.
После завершения спортивной карьеры Сольберг работал в норвежской полиции. Был одним из двух офицеров полиции, ответственных за судебное разбирательство над Фрицем Моеном. Позже признался в правонарушениях, совершённых им во время ведения дела, уволился из полиции и работал в сфере страхования.